# Namibiana labialis
Namibiana labialis là một loài rắn trong họ Leptotyphlopidae. Loài này được Sternfeld mô tả khoa học đầu tiên năm 1908.